# (5875) Kuga
(5875) Kuga es un asteroide perteneciente al cinturón de asteroides, región del sistema solar que se encuentra entre las órbitas de Marte y Júpiter, descubierto el 5 de diciembre de 1989 por Kin Endate y el también astrónomo Kazuro Watanabe desde el Observatorio de Kitami, Hokkaidō, Japón.

## Designación y nombre
Designado provisionalmente como 1989 XO. Fue nombrado Kuga en homenaje a Naoto Kuga, que realiza programas de planetario en el Laboratorio Óptico Gotoh.

## Características orbitales
Kuga está situado a una distancia media del Sol de 2,379 ua, pudiendo alejarse hasta 2,498 ua y acercarse hasta 2,260 ua. Su excentricidad es 0,050 y la inclinación orbital 6,467 grados. Emplea 1340,57 días en completar una órbita alrededor del Sol.

## Características físicas
La magnitud absoluta de Kuga es 12,5. Tiene 7,465 km de diámetro y su albedo se estima en 0,443. 